# Oneonta (New York)
Pour les articles homonymes, voir Oneonta.
Oneonta est une cité (city) du comté d'Otsego dans l'État de New York.

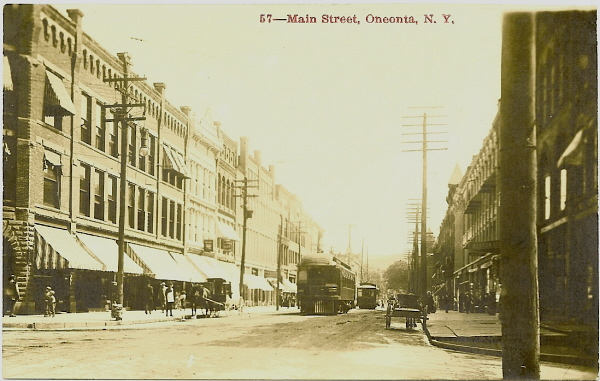
Rue principale de Oneonta en 1909

L'origine du nom est probablement lié à la langue des Mohawks, un des tribus des indiens iroquois. 

## Personnalités liées à la commune
- Jerry Jeff Walker (1942-2020), compositeur et chanteur et de country.